# インド国立航空宇宙研究所
国立航空宇宙研究所（National Aerospace Laboratories）は、バンガロールに本部を置くインドの航空宇宙企業・研究所。略称はNAL。

## 沿革
- 1959年、国立航空研究所（National Aeronautical Research Laboratory、NARL）がデリーに設立される。初代所長はP Nilakantan博士。
- 翌年1960年、バンガロールのマハラジャ宮殿の厩舎に改めて国立航空研究所（National Aeronautical Laboratory、NAL）のオフィスが開設される。初代執行理事会は実業家のジャハンギール・ラタンジ・ダーダーバーイ・タタが議長を務め、Satish Dhawan教授、Vishnu Madav Ghatage博士が参加した。
- 1993年、宇宙産業との関わりや研究実績から、現在の名に改められる。